# Zlatko Portner
Zlatko Portner (Ruma, 16. siječnja 1962. – 23. rujna 2020.) bio je srpski rukometaš i reprezentativac. Otac je rukometnog vratara Nikole Portnera koji igra za Švicarsku.

### Klupska karijera
Rukometnu karijeru je započeo u prvoligašu RK Crvenka, te nastavio u šabačkoj Metaloplastici, koja je tada bila jedna od vodećih jugoslavenskih klubova. Portner i Veselin Vujović tvorili su "čarobni dvojac" Metaloplastike. Nakon Šapca, otišao je u Barcelonu, s kojom je osvojio EHF Ligu prvaka. Karijeru je nastavio u francuskom Venissieuxu. Zadnje godine svoje karijere proveo je u švicarskom Bernu i Zofingenu. Poslije Zofingena vratio se u Bern u kojem je završio karijeru. Uz onu u s Barcelonom, Portner je osvojio još dva Kupa prvaka s Metaloplastikom (1985. i 1986.). Drugo mjesto u Kupu prvaka osvojio je 1984. s Metaloplastikom, a u finalu izgubili su od praške Dukle te 1990. s Barcelonom, a u finalu je bio bolji SKA iz Minska. 

### Reprezentativna karijera
Portner je bio član jugoslavenske reprezentacije koja je na svjetskom prvenstvu 1986. osvojila zlato i na Olimpijadi 1988. osvojila broncu. Nastupio na svjetskom prvenstvu 1990. na kojem je Jugoslavija osvojila četvrto mjesto, izgubivši susret za broncu od Rumunjske.